# Nederlandse kampioenschappen schaatsen afstanden 2009 - 5000 meter mannen
De Nederlandse kampioenschappen schaatsen afstanden 2009 - 5000 meter mannen worden gehouden op vrijdag 31 oktober 2008. Er zijn vijf plaatsen te verdelen voor de Wereldbeker schaatsen 2008/09. Wereldkampioen en titelverdediger Sven Kramer, die de titel pakte tijdens de Nederlandse kampioenschappen schaatsen afstanden 2008, en Wouter Olde Heuvel 3e bij het WK hebben een beschermde status, voor hen volstaat een plaats bij de eerste acht voor deelname aan de wereldbeker.

## Statistieken

### Uitslag
| #      | Schaatser           | Tijd       |
| ------ | ------------------- | ---------- |
| Goud   | Sven Kramer         | 6.14,90    |
| Zilver | Carl Verheijen      | 6.21,48    |
| Brons  | Wouter Olde Heuvel  | 6.23,69    |
| 4      | Bob de Jong         | 6.28,15    |
| 5      | Ted-Jan Bloemen     | 6.29,37    |
| 6      | Mark Ooijevaar      | 6.31,50    |
| 7      | Koen Verweij        | 6.32,27 PR |
| 8      | Rob Hadders         | 6.33,41    |
| 9      | Joost Kool          | 6.34,86 PR |
| 10     | Frank Vreugdenhil   | 6.34,99    |
| 11     | Renz Rotteveel      | 6.35,15 PR |
| 12     | Tom Prinsen         | 6.35,17    |
| 13     | Brigt Rykkje        | 6.35,24    |
| 14     | Bob de Vries        | 6.35,31    |
| 15     | Arjen van der Kieft | 6.37,32    |
| 16     | Ben Jongejan        | 6.37,35    |
| 17     | Boris Kusmirak      | 6.37,61    |
| 18     | Jaap Smit           | 6.38,19 PR |
| 19     | Jan Blokhuijsen     | 6.38,68    |
| 20     | Tom Schuit          | 6.49,06    |

- Volledige Uitslag (pdf-formaat)[dode link]

### Loting
| Rit | Binnenbaan          | Buitenbaan         |
| --- | ------------------- | ------------------ |
| 1   | Boris Kusmirak      | Tom Schuit         |
| 2   | Frank Vreugdenhil   | Jaap Smit          |
| 3   | Jan Blokhuijsen     | Mark Ooijevaar     |
| 4   | Bob de Vries        | Ted-Jan Bloemen    |
| 5   | Renz Rotteveel      | Koen Verweij       |
| 6   | Joost Kool          | Tom Prinsen        |
| 7   | Brigt Rykkje        | Bob de Jong        |
| 8   | Ben Jongejan        | Wouter Olde Heuvel |
| 9   | Arjen van der Kieft | Sven Kramer        |
| 10  | Carl Verheijen      | Rob Hadders        |

- Volledige Loting (pdf-formaat)[dode link]

1987 · 
1988 · 
1989 · 
1990 · 
1991 · 
1992 · 
1993 · 
1994 · 
1995 · 
1996 · 
1997 · 
1998 · 
1999 · 
2000 · 
2001 · 
2002 · 
2003 · 
2004 · 
2005 · 
2006 · 
2007 · 
2008 · 
2009 · 
2010 · 
2011 · 
2012 · 
2013 · 
2014 · 
2015 · 
2016 · 
2017 · 
2018 · 
2019 · 
2020 · 
2021 · 
2022 · 
2023 · 
2024 · 
2025